# Hacıahmetderesi, Çorum
Hacıahmetderesi là một xã thuộc thành phố Çorum, tỉnh Çorum, Thổ Nhĩ Kỳ. Dân số thời điểm năm 2010 là 149 người.